# Hyperolius kivuensis
Hyperolius kivuensis е вид жаба от семейство Hyperoliidae. Видът не е застрашен от изчезване.

## Разпространение
Разпространен е в Ангола, Бурунди, Демократична република Конго, Етиопия, Замбия, Кения, Малави, Руанда, Танзания и Уганда.